# Syberia (powiat żuromiński)
Syberia – wieś w Polsce, położona w województwie mazowieckim, w powiecie żuromińskim, w gminie Lubowidz. Ma status sołectwa. Została założona w latach 1820–1850 pod zaborem rosyjskim.
| SIMC    | Nazwa    | Rodzaj    |
| ------- | -------- | --------- |
| 0118931 | Wapniska | część wsi |

W 1912 roku w Syberii powstała parafia rzymskokatolicka pw. św. Józefa, należąca do dekanatu żuromińskiego.
W latach 1973–1976 miejscowość była siedzibą gminy Syberia. W latach 1975–1998 miejscowość należała administracyjnie do województwa ciechanowskiego.